# Sophrops simplex
Sophrops simplex är en skalbaggsart som beskrevs av Frey 1971. Sophrops simplex ingår i släktet Sophrops och familjen Melolonthidae. Inga underarter finns listade i Catalogue of Life.